# KNM-ER 1808
Con il codice d'archivio KNM-ER 1808 ci si riferisce in paleoantropologia ad un reperto fossile rinvenuto nel 1974 nel sito archeologico Koobi Fora, in Kenya. Si tratta di uno scheletro di Homo erectus femmina risalente a 1,7 milioni di anni fa e, al momento della scoperta, fu considerato lo scheletro di H. erectus più completo di sempre.
Dalle deformazioni ossee alle gambe, sappiamo che questa ominide fu affetta da ipervitaminosi A, che le impedì la locomozione durante gli ultimi mesi di vita.